# Chorążówka
Chorążówka (niem. Junkertroyl) – wieś w Polsce położona w województwie pomorskim, w powiecie nowodworskim, w gminie Stegna na obszarze Żuław Wiślanych nad Szkarpawą.
W latach 1975–1998 miejscowość administracyjnie należała do województwa elbląskiego.